# Marko Rudić
Marko Rudić (* 17. Januar 1990 in Sarajevo, Jugoslawien) ist ein ehemaliger bosnischer Skirennläufer und Trainer.

## Karriere
Rudić gab sein internationales Renndebüt am 1. Dezember 2005 bei einem Juniorenrennen am Kreuzbergpass. Sein erstes internationales Großereignis bestritt er 2007 beim Europäischen Olympischen Winter-Jugendfestival in Jaca, wobei er jedoch sowohl im Riesenslalom als auch im Slalom ausschied. Bei den kurze Zeit später stattfindenden Juniorenweltmeisterschaften in Zauchensee bzw. Flachau nahm Rudić sowohl im Riesenslalom als auch am Slalom nur am ersten Durchgang teil, zum zweiten trat er jeweils nicht mehr an.
In den darauffolgenden Jahren nahm Rudić hauptsächlich bei FIS bzw. Citizenrennen teil, sowie diversen nationalen Meisterschaften. 2009 startete er erstmals bei Alpinen Skiweltmeisterschaften, wobei er mit Rang 32 im Slalom sein bestes Ergebnis erreichte.
2010 konnte sich Rudić erstmals für die Olympischen Winterspiele qualifizieren. Bei den Wettkämpfen in Vancouver erreichte er erneut im Slalom seine beste Platzierung, er belegte den 36. Rang. Kurz vor den Spielen, am 6. Januar 2010, hatte Rudić sein Weltcupdebüt beim Slalom in Zagreb gegeben, wobei er sich jedoch nicht für den zweiten Durchgang qualifizieren konnte.
Während seiner aktiven Laufbahn wurde Rudić insgesamt achtmal bosnischer Meister, davon fünf Titel im Slalom und drei im Riesenslalom.
Rudić beendete seine aktive Laufbahn nach 2017, zuletzt trainierte er die Nationalmannschaft aus Hongkong rund um die beiden Olympiateilnehmer Adrian Yung und Audrey Alice King.

## Erfolge

### Olympische Winterspiele
- Vancouver 2010: 36. Slalom, 58. Riesenslalom
- Sotschi 2014: 49. Riesenslalom, DNF Slalom

### Weltmeisterschaften
- Val-d'Isère 2009: 32. Slalom, DNQ Riesenslalom
- Garmisch-Partenkirchen 2011: 47. Slalom, 56. Riesenslalom
- Schladming 2013: 58. Riesenslalom, DNF Slalom
- Vail/Beaver Creek 2015: 79. Riesenslalom, DNF Slalom

### Juniorenweltmeisterschaften
- Zauchensee/Flachau 2007: DNS2 Riesenslalom, DNS2 Slalom

### Europäisches Olympisches Winter-Jugendfestival
- Jaca 2007: DNF Riesenslalom, DNF Slalom

### Weitere Erfolge
- Bosnischer Meister im Riesenslalom (2009, 2010, 2011)
- Bosnischer Meister im Slalom (2008, 2009, 2010, 2013, 2015)
- Bosnischer Vizemeister im Slalom (2006, 2011, 2016)